# Sijara-Jara
Sijara-Jara is een bestuurslaag in het regentschap Padang Lawas Utara van de provincie Noord-Sumatra, Indonesië. Sijara-Jara telt 267 inwoners (volkstelling 2010).